# Mekorama
Mekorama är ett pusselspel skapat av utvecklaren Marting Magni . Spelaren kan skapa sina egna levlar i spelet.
Spelet belönades med ett hedersomnämnande 2017 International Mobile Gaming Awards.

## Spel story
Martin Magni är utvecklaren bakom spelet Odd Bot Out där man som spelare hjälper boten Odd att rymma från robot fabriken som slängde Odd. Historien i Mekorama utspelar sig efter händelserna i Odd Bot Out och flykten från fabriken.

## Lansering
Mekroama släpptes den 14 februari 2016 till iOS och den 14 mars 2016 till Android OS. En VR version släpptes den 8 november 2016.